# مندنی
مندنی (به انگلیسی: Mandani) یک شهرک در پاکستان است که در شهرستان چهارسده واقع شده‌است. مندنی ۳۷۶ متر بالاتر از سطح دریا واقع شده‌است.